# Chrysomphalina strombodes
Chrysomphalina strombodes är en svampart som först beskrevs av Berk. & Mont., och fick sitt nu gällande namn av Heinz Clémençon 1982. Chrysomphalina strombodes ingår i släktet Chrysomphalina och familjen Hygrophoraceae.   Inga underarter finns listade i Catalogue of Life.